# Myrsinengewächse
Die Myrsinengewächse (Myrsinoideae) sind eine Unterfamilie der Familie der Primelgewächse (Primulaceae) in der Ordnung der Heidekrautartigen (Ericales) innerhalb der Bedecktsamigen Pflanzen (Magnoliopsida). Hauptsächlich liegt eine pantropische Verbreitung vor, außerdem reichen viele Taxa in die subtropischen gemäßigten Breiten der Nordhalbkugel oder auf der Südhalbkugel bis Neuseeland. Einige Arten werden als Zierpflanzen in Parks, Gärten oder Räumen genutzt.

## Beschreibung

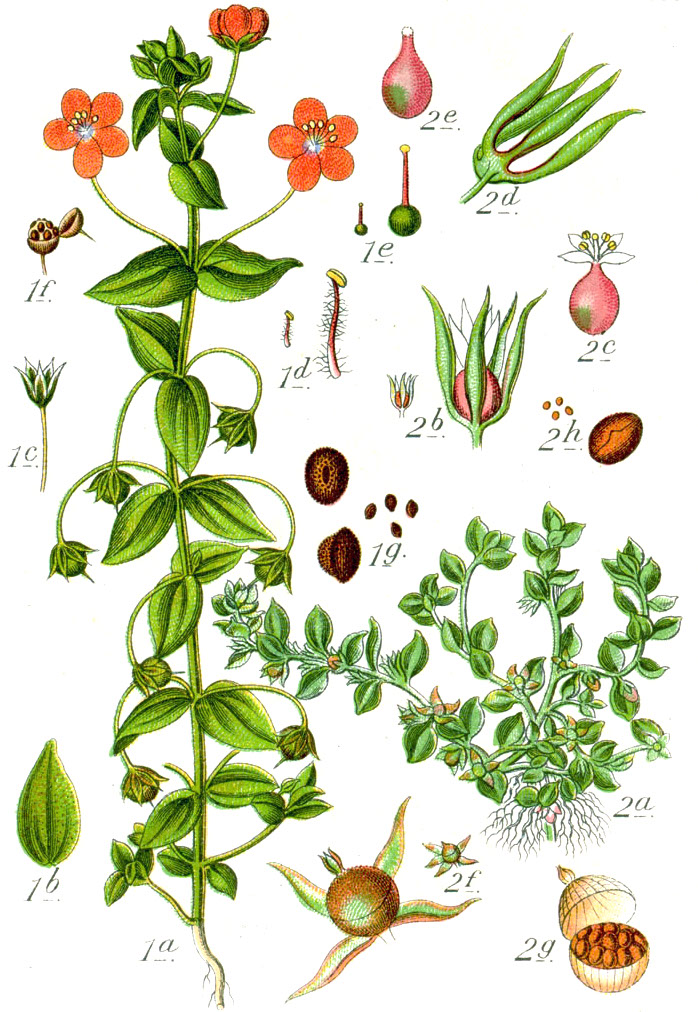
Illustration von Anagallis-Arten; Anagallis arvensis (1); Anagallis minima (2)

### Vegetative Merkmale
Es sind Sträucher, Bäume, einige Lianen oder Halbsträucher, aber hauptsächlich einjährige bis ausdauernde krautige Pflanzen. Oft sind schizogene Sekretionsbehälter vorhanden, die gelbe oder rötlich-braune Harze enthalten.
Die wechselständig und spiralig angeordneten Laubblätter sind oft gestielt und immer einfach, Nebenblätter fehlen. Oft besitzen die Blätter gelbe bis bräunliche Punkte oder Streifen aus Drüsen oder seltener Drüsenhaare. Es liegt Fiedernervatur vor. Die Blattränder sind meist glatt.

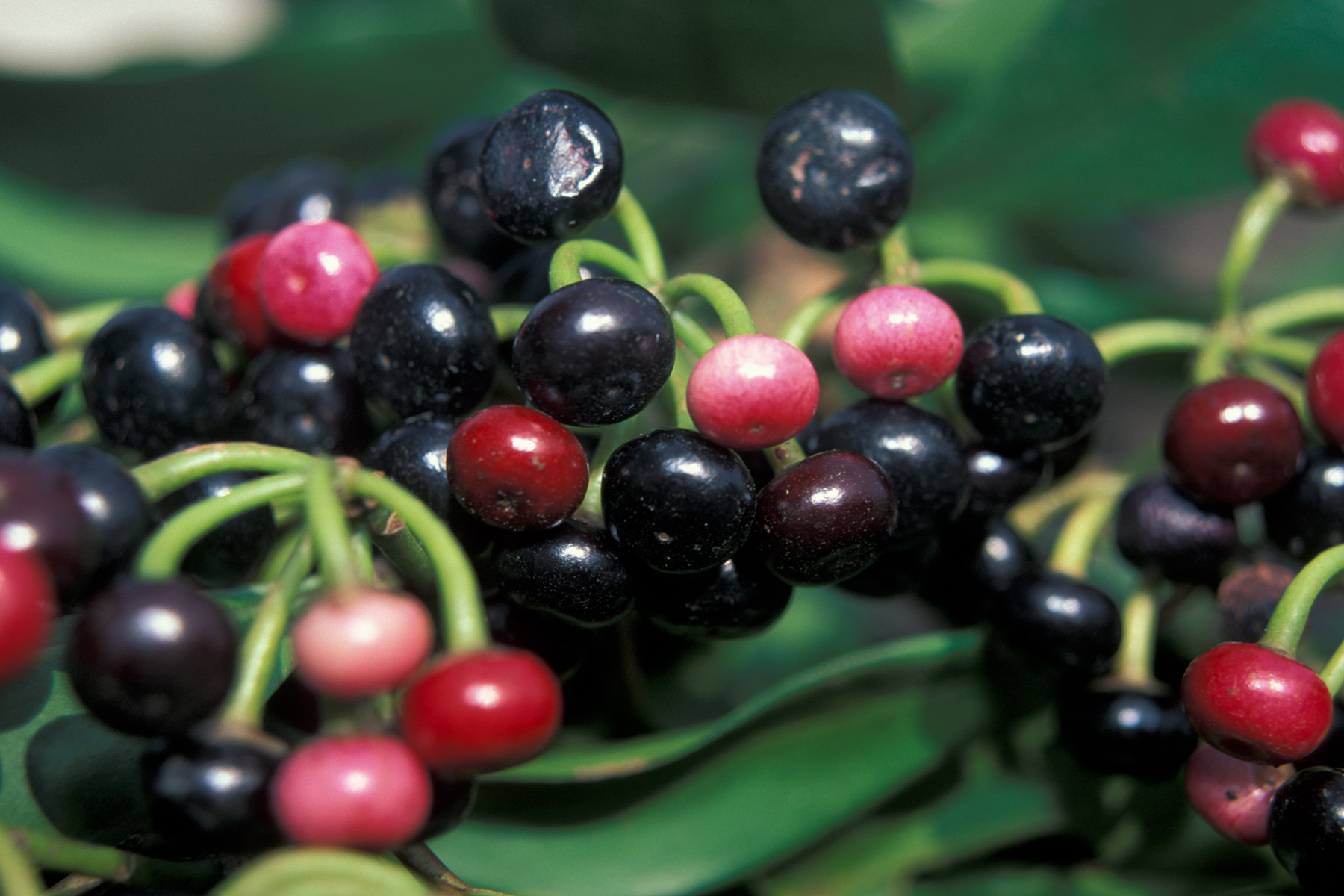
Früchte von Ardisia elliptica

### Generative Merkmale
Es werden seiten- oder endständige, traubige, rispige oder zymöse Blütenstände gebildet. Es sind meist keine Trag- oder Deckblätter vorhanden. Die Blüten sind meistens zwittrig. Selten sind die Blüten eingeschlechtig in dieser Unterfamilie und es sind dann zweihäusig getrenntgeschlechtige (diözische) Arten (Myrsine). Die meist vier- oder fünfzähligen Blüten sind radiärsymmetrisch bis zygomorph, meist mit doppelten Perianth. Die meist vier oder fünf (drei bis sechs) Kelchblätter sind oft an ihrer Basis verwachsen und oft noch auf den Früchten vorhanden. Die Kronblätter sind immer verwachsen. Es ist nur ein Staubblattkreis mit meist vier oder fünf (drei bis sechs) Staubblättern vorhanden, die untereinander frei oder verwachsen sind; sie sind meist mit der Kronröhre verwachsen. Meist vier oder fünf (drei bis sechs) Fruchtblätter sind zu einem oberständigen, einfächerigen Fruchtknoten verwachsen. Die meist wenigen (1 bis 45) anatropen, bitegmischen, tenuinucellaten Samenanlagen sitzen eingesenkt in der Zentralplazenta. Der Griffel endet in einer papillösen Narbe.
Bei den meisten Taxa erfolgt die Bestäubung durch Insekten, besonders durch Bienen und Fliegen, die mit Nektar oder Pollen belohnt werden. Einige Lysimachia-Arten besitzen ölsekretierende Haare und werden von ölsammelnden Bienen bestäubt. Neben Entomophilie kommt Selbstbefruchtung vor.
Es werden einsamige Beeren, Steinfrüchte oder mehrsamige Kapselfrüchte gebildet, letztere vor allem bei den krautigen Vertretern. Die braunen, rötlich-braunen, schwarzen oder weißen, meist kantigen Samen besitzen viel ölhaltiges, stärkefreies Endosperm. Die Samenausbreitung der kapselfrüchtigen Taxa erfolgt durch Gravität, Wasser, Wind oder auf dem Boden laufende Insekten wie Ameisen.
Chromosomensätze betragen n = 10–13, 15, 17, 23.

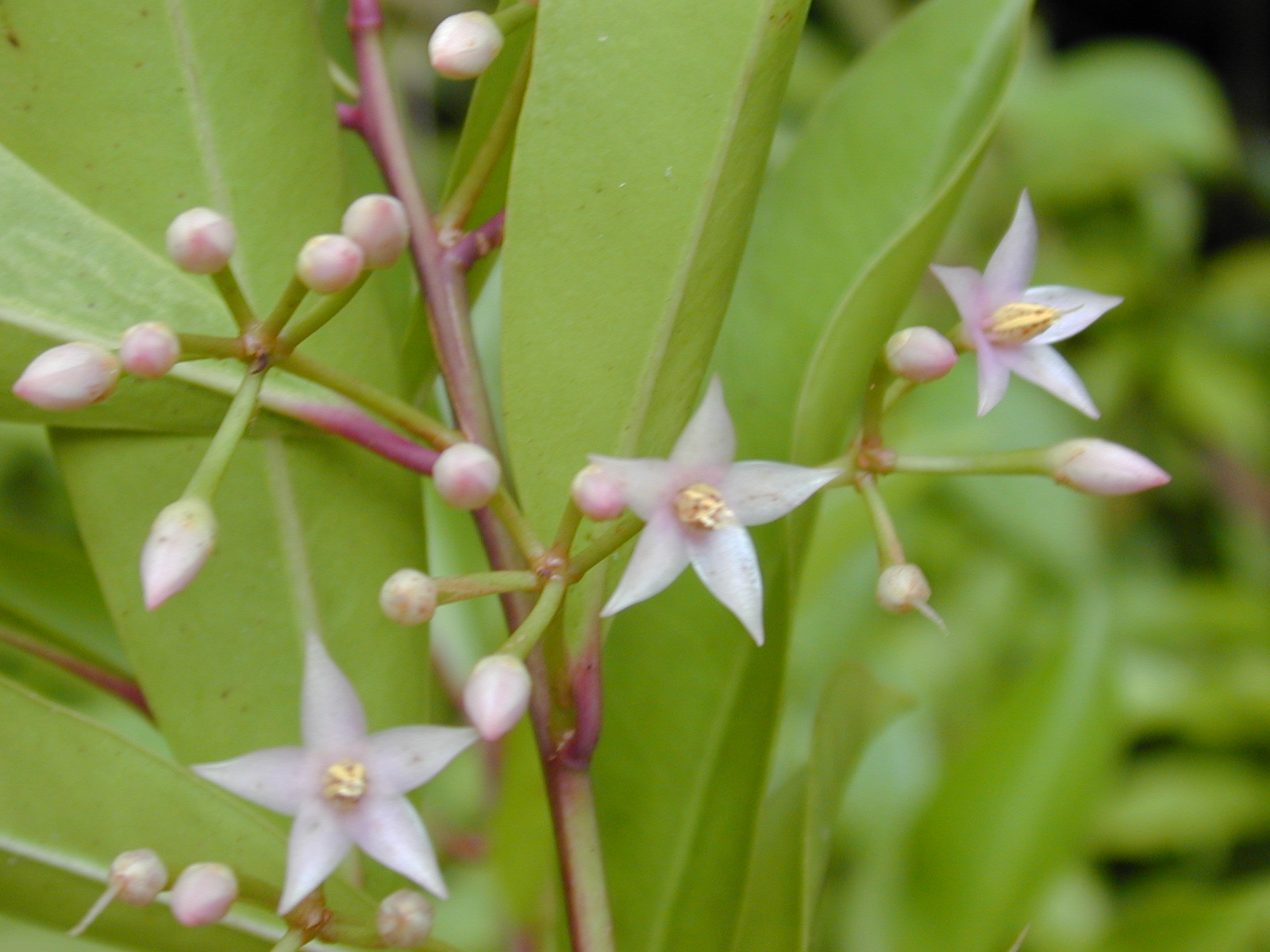
Ardisia elliptica

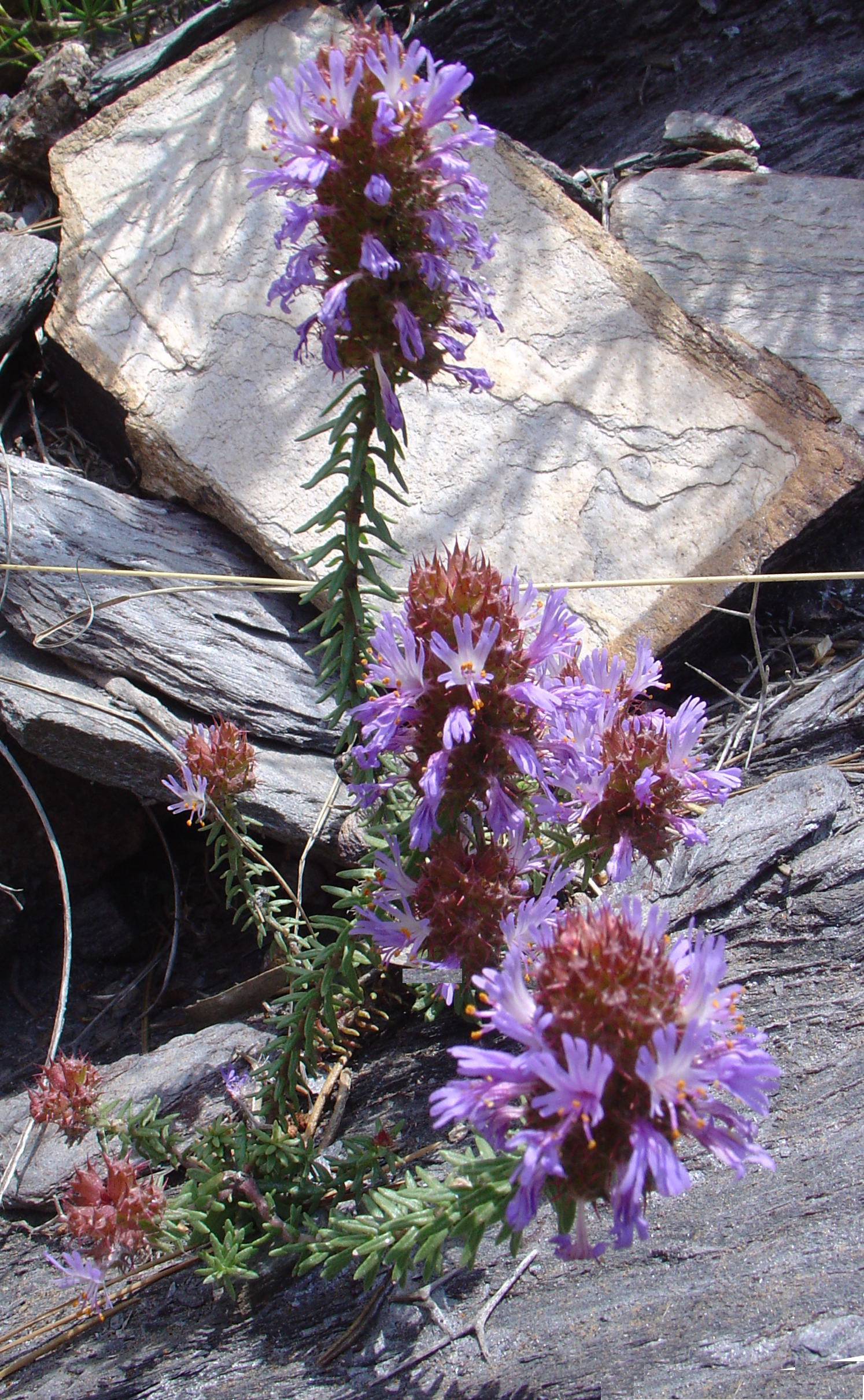
Erdkiefer (Coris monspeliensis)

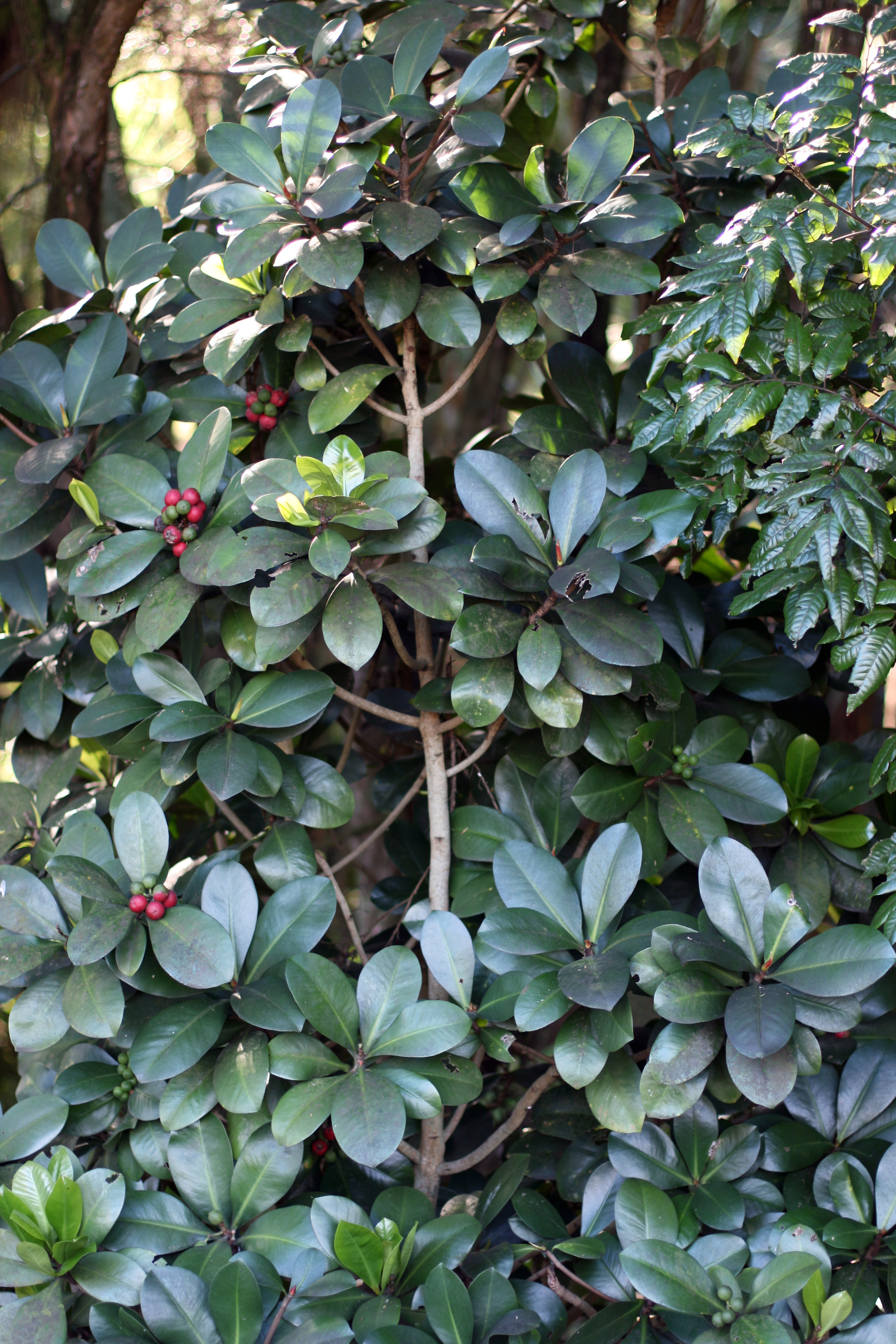
Elingamita johnsonii

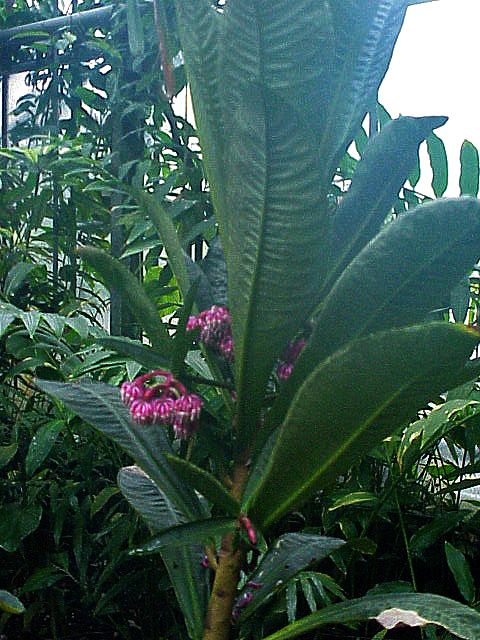
Hymenandra wallichii

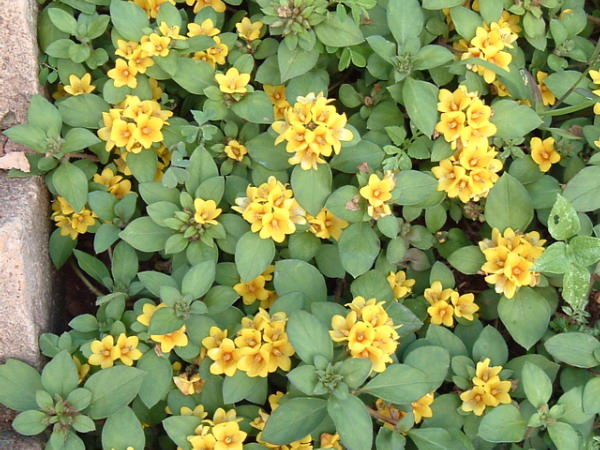
Lysimachia congestiflora; diese Art wird als einjährige Balkonpflanze genutzt

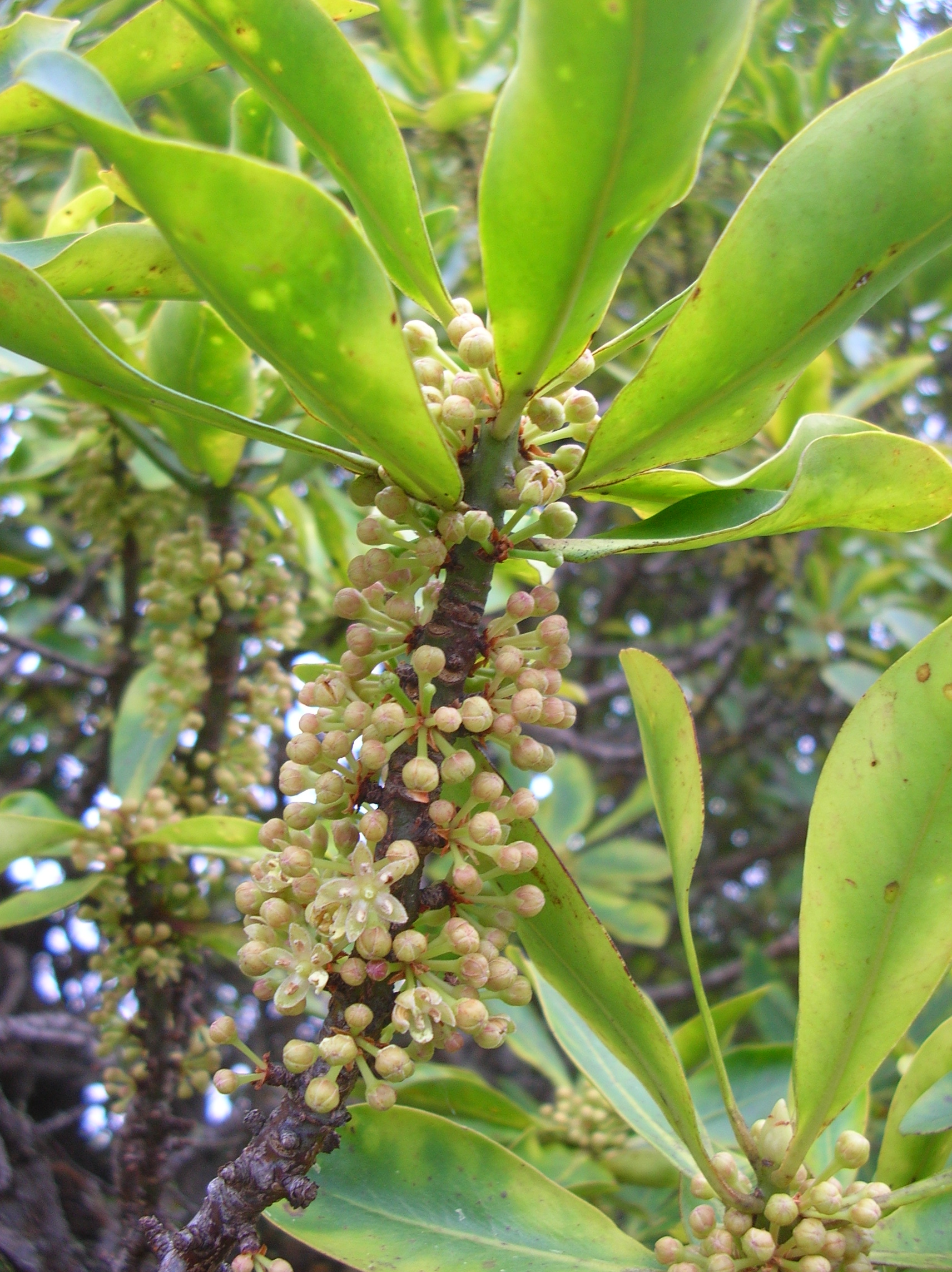
Myrsine lessertiana

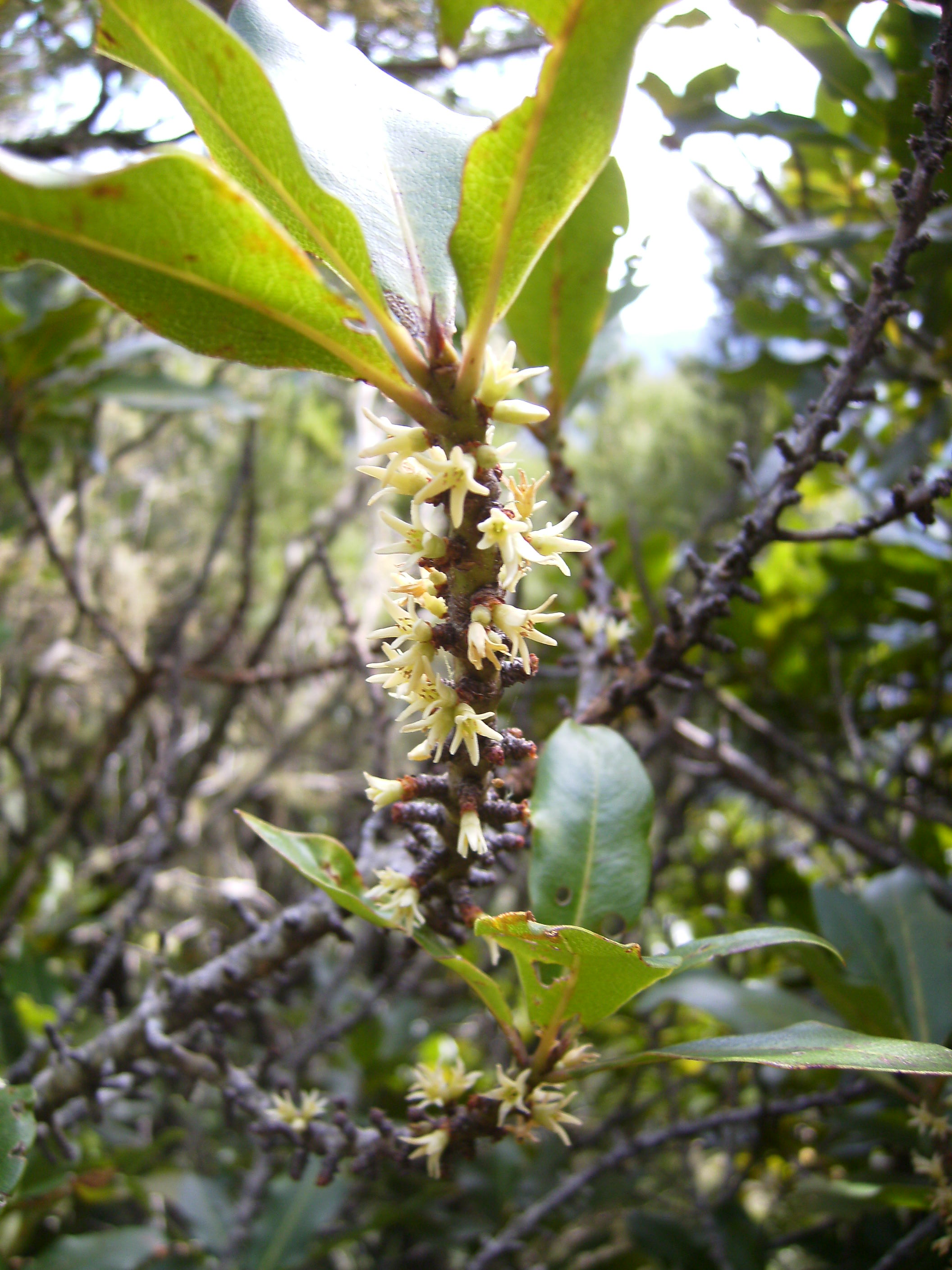
Pleiomeris canariensis

## Systematik
Synonyme für Myrsinoideae Burnett sind: Aegicerataceae Blume, Anagallidaceae Batsch ex Borkh., Ardisiaceae Juss., Coridaceae J.Agardh, Embeliaceae J.Agardh, Lysimachiaceae Juss. und Myrsinaceae R.Br.
Einige Gattungen, die früher zu den Primelgewächsen (Primulaceae) oder Theophrastaceae gestellt wurden, gehören heute (siehe Källersjö et al., 2000) zu den Myrsinoideae, die eine Weile den Rang einer eigenständigen Familie hatte. Das sind folgende Gattungen: Gauchheil (Anagallis), Ardisiandra, Asterolinon, Coris, Alpenveilchen (Cyclamen), Milchkraut (Glaux), Gilbweiderich (Lysimachia), Pelletiera und Trientalis.
Zur Unterfamilie Myrsinoideae gehören etwa 41 bis 46 Gattungen mit etwa 1435 Arten:
- Aegiceras Gaertn.: Sie enthält nur eine Art:
  - Aegiceras corniculatum (L.) Blanco (Syn.: Rhizophora corniculata L.): Sie kommt von Sri Lanka, Indien, China, Vietnam über Malaysia bis zu den Philippinen und Australien vor.[1]
- Amblyanthopsis Mez: Die nur zwei Arten kommen im Himalaja vor.[2]
- Amblyanthus A.DC.: Die nur drei Arten kommen im östlichen Himalaja und in Neuguinea vor.[2]
- Gauchheile (Anagallis L., Syn.: Centunculus L.): Die etwa 20 Arten sind in den gemäßigten Gebieten in Europa, in Afrika und Südamerika verbreitet.
- Antistrophe A.DC.: Die vier bis fünf Arten sind in Indomalesien verbreitet.[2]
- Ardisia Sw. (Syn.: Amatlania Lundell, Auriculardisia Lundell, Bladhia Thunb., Graphardisia (Mez) Lundell, Icacorea Aubl., Oerstedianthus Lundell, Parardisia M.P.Nayar & G.S.Giri, Pimelandra A.DC., Synardisia (Mez) Lundell, Valerioanthus Lundell): Auch Spitzblume genannt; mit etwa 450 verholzenden Arten; darunter:
  - Ardisia crenata Sims, einer Zimmerpflanze für kühle Räume, die wegen ihrer schönen roten Beeren kultiviert wird.
- Ardisiandra Hook. f.: Die nur drei Arten kommen nur in den Bergen Ostafrikas vor.
- Asterolinon Hoffmanns. & Link: Von den nur zwei Arten kommt eine im Mittelmeerraum und eine in Afrika vor. Darunter:
  - Sternlein (Asterolinon linum-stellatum (L.) Duby)
- Badula Juss.; mit etwa 17 Arten; sie kommen auf Madagaskar und den Maskarenen vor[2]
- Conandrium (K.Schum.) Mez; mit zwei Arten; sie kommen in östlichen Malesien vor[2]
- Stachelträubchen (Coris L.): Die nur ein bis zwei Arten kommen im westlichen Mittelmeergebiet und in Somalia vor.[2] Sie haben blaue Blüten, die ähnlich Soldanella gefranst sind, darunter:
  - Erdkiefer (Coris monspeliensis L.)
- Ctenardisia Ducke: Die etwa fünf Arten sind in der Neotropis verbreitet.[2]
- Cybianthus Mart.: Die etwa 167 Arten sind in der Neotropis verbreitet.[2]
- Alpenveilchen (Cyclamen L.): Die 20 bis 30 Arten sind im Mittelmeerraum verbreitet.
- Discocalyx (A.DC.) Mez: Die etwa 60 Arten kommen von Malesien bis Polynesien vor.[2]
- Elingamita G.T.S. Baylis: Sie enthält nur eine Art:
  - Elingamita johnsonii G.T.S. Baylis: Dieser Endemit kommt nur auf den neuseeländischen Three Kings Islands vor.
- Embelia Burm. f.: Die 100 bis 130 Arten sind in der Paläotropis weit verbreitet.
- Emblemantha B.C.Stone: Sie enthält nur eine Art:
  - Emblemantha urnulata B.C.Stone: Sie kommt nur auf Sumatra vor[2]
- Fittingia Mez (inklusive Abromeitia Mez); mit etwa sechs Arten auf Neuguinea[2]
- Geissanthus Hook. f.: Die etwa 55 Arten sind im tropischen Südamerika verbreitet.[2]
- Gentlea Lundell (wird auch zu Ardisia gestellt): Die etwa neun Arten kommen von Mexiko bis in nördliche und nordwestlichen Südamerika vor.
- Glaux L.: Sie enthält nur eine Art:
  - Strand-Milchkraut (Glaux maritima L.): Es ist weit verbreitet in den gemäßigten Gebieten der Nordhalbkugel. Es unterscheidet sich von den verwandten Taxa besonders durch das Fehlen von Kronblättern. (heute siehe Anderberg et al.; Hao G. et al. 2004 in Lysimachia)
- Grenacheria Mez: Die etwa sechs Arten in Malesien verbreitet.[2]
- Heberdenia Banks ex A.DC.: Sie besitzt ein disjunktes Areal und enthält nur zwei Arten:[3]
  - Heberdenia excelsa (Aiton) DC. (Ardisia bahamensis (Gaertn.) DC., Heberdenia bahamensis (Gaertn.) Sprague) Sie kommt in Makaronesien vor und ist in Madeira Teil des Lorbeerwaldes[2]
  - Heberdenia penduliflora (A.DC.) Mez: Sie kommt nur in Mexiko vor.
- Hymenandra (A.DC.) Spach: Von den etwa 17 Arten kommen acht in Indomalesien und neun in der Neotropis vor.[2]
- Labisia Lindl.: Die etwa sieben Arten sind in Südostasien und Malesien verbreitet.[2]
- Loheria Merr.: Von den etwa sechs Arten kommen vier Arten auf den Philippinen und zwei Arten in Neuguinea vor.[2]
- Gilbweiderich oder Felberich (Lysimachia L.): Die 150 bis 191 Arten sind in den gemäßigten Gebieten der Nordhalbkugel verbreitet.
- Monoporus A.DC.: Die etwa neun Arten kommen nur in Madagaskar vor.[2]
- Myrsine L. (Syn.: Pilogyne Gagnep., Suttonia A.Rich.): Die 155 bis 300 Arten sind in den Tropen verbreitet.
  - Myrsine africana L.: Aus dem zentralen bis östlichen Afrika, Südafrika bis nach Arabien, Afghanistan, Pakistan und Indien bis ins westliche bis östliche und südliche China.
- Oncostemum A.Juss.: Die etwa 90 Arten in Madagaskar und auf den Maskarenen vor.[2]
- Parathesis (A.DC.) Hook. f.: Die etwa 95 Arten sind in der Neotropis verbreitet.
- Pelletiera A.St.-Hil.: Von den nur zwei Arten kommt eine in Südamerika und eine in Makaronesien vor. (sie werden aber auch zu Lysimachia gestellt)
- Pleiomeris A.DC.: Sie enthält nur eine Art:
  - Pleiomeris canariensis (Willd.) A.DC.: Sie kommt in Makaronesien vor.[2]
- Rapanea Aubl. (wird auch zu Myrsine gestellt): Die etwa 100 Arten sind in den Tropen verbreitet.
- Sadiria Mez: Die etwa vier Arten kommen vom östlichen Himalaja bis Assam vor.[2]
- Solonia Urb.: Sie enthält nur eine Art:
  - Solonia reflexa Urb.: Dieser Endemit kommt im östlichen Teil Kubas vor.[2]
- Stimpsonia C.Wright ex A.Gray; mit nur einer Art:
  - Stimpsonia chamaedryoides C.Wright ex A.Gray; sie kommt in Ostasien vor[2]
- Stylogyne A.DC.: Die etwa 60 Arten sind in der Neotropis verbreitet.[2]
- Systellantha B.C.Stone: Die nur zwei Arten kommen nur auf Borneo vor.[2]
- Tapeinosperma Hook. f.: Von den etwa 55 Arten kommen fünf in Malesien und dem tropischen Australien, 39 Arten in Neukaledonien und elf Arten auf den Fidschi-Inseln vor.[2]
- Tetrardisia Mez (wird auch zu Ardisia gestellt): Die vier bis fünf Arten kommen im westlichen Malesien vor.
- Siebensterne (Trientalis L.): Sie enthält nur zwei bis drei Arten (Trientalis borealis und Trientalis latifolia sind vermutlich nur Unterarten einer Art), die weit verbreitet in den gemäßigten Gebieten der Nordhalbkugel sind:
  - Trientalis borealis Raf.
  - Europäischer Siebenstern (Trientalis europaea L.)
  - Breitblättriger Siebenstern (Trientalis latifolia Hook.)
- Vegaea Urb.: Sie enthält nur eine Art:
  - Vegaea pungens Urb.: Sie kommt nur auf Hispaniola vor.[2]
- Wallenia Sw.: Die etwa 20 Arten kommen auf Karibischen Inseln vor.[2]
- Yunckeria Lundell (wird auch zu Ctenardisia gestellt): Die nur drei Arten kommen von Mexiko bis Nicaragua vor.